# Ryan Conner
Ryan Conner (Santa Ana, Califórnia, 12 de fevereiro de 1971) é uma atriz de filmes pornográficos estadunidense.

## Biografia
Ryan Conner entrou na indústria de filmes "pornô" no ano de 1999 e fez até 2005 por volta de 130 filmes sem contar os lançamentos em coletâneas e participações sem sexo explícito. Em maio de 2015, 10 anos após seu afastamento, anunciou em suas redes sociais, seu retorno a indústria de filmes pornográficos.

## Vida pessoal
Fez um filme enquanto estava grávida pela "Ample Image Video" sob o nome de "Alexis". É mãe de Dylan Phoenix, que igualmente tornou-se uma atriz de filmes pornográficos.

## Filmografia parcial
- Anal Addicts # 10
- Ass Worship # 2, # 3
- Bad Wives # 2
- Blowjob Adventures Of Dr. Fellatio # 22, # 27
- Deep Throat This # 2
- Fuck Holes # 1
- Gangland # 12
- Lex The Impaler # 2
- Lord Of Asses # 3, # 6
- Oral Consumption # 2
- Rectal Rooter # 3
- Screw My Wife Please # 12
- Sodomania # 32
- Stop My Ass Is On Fire # 5, # 8

## Prêmios
| Ano  | Prêmio           | Resultado | Categoria                          | Fonte |
| ---- | ---------------- | --------- | ---------------------------------- | ----- |
| 2001 | NightMoves Award | Venceu    | Best New Starlet (Editor’s Choice) | [ 7 ] |
| 2016 | XRCO Awards      | Venceu    | Best Cumback                       | [ 8 ] |